# Рокотино
Рокотино́ — деревня в Медынском районе Калужской области России, расположена в 20 км от города Медынь, и в 5 км от деревни Гусево..

## География
Деревня расположена в непосредственной близости от рек Шаня и Еловка, между трассами Медынь-Шанский завод и Шанский завод-Износки.
На территории поселения расположены два водоёма, пруд Горшкова и Школьный пруд, от которых идут оттоки и впадают в реку Шаня.

## Этимология
Рокот — славянское некалендарное имя.

## История
Первое упоминание о деревне Рокотино находим в писцовой книге Медынского уезда за 1587 год как о пустоше Городенского стана, «что была деревня Давыдовская, Рокотино тож», владельцем которой был Иван Бухарин. Сельцо было разорено и сожжено, вероятнее всего, в период набега Крымских татар в 1571 году.  
1586-87 .. В Городенском стану .. Васильевского поместья Гагина пустошь, что была починком Лобановым и пустошь, что была деревней Давыдовской (Рокотина) за Иваном Бухариным. 
1627/28 В Городском стану за Марией Ивановной Наумовой и сыном её Василием  пустошь Рокатино(Давыдовская тож).В 1629-м году упоминается Наумов Василий Иванович — медынский городовой дворянин. 
В 1782 году сельцо «Ракытино с пустошами» числится во владении Мавры Кондратьевны Мелениной, Анны Кондратьевны Бородиной, Василия и Бориса Александровича Волчкова. Сельцо состоит из одного господского дома и 7 крестьянских дворов, где проживали 72 человека. 
С 1794 по 1846 гг. Рокотинским помещиком был Меленин И.А. 
В 1859 году во владельческом сельце Рокотино при р.Шане в 10 дворов проживало 113 человек. 
В 1864 году сельце Рокотино имение дворянина Василия Дмитриевича Миленина взято в опеку за неплатеж долга Московской сохранной казне. 11 октября в д.Рокотино от шалости 4-х летнего мальчика произошел пожар, от которого сгорело 6 крестьянских домов с надворными постройками, с разным имуществом и 2 поросятами. Убыток составил 2700 рублей. 
В 1859 Согласно «Списку населённых мест Калужской губернии», Рокотино(Рокатино) — владельческое село при реке Шаня по левую сторону тракта Медынь-Гжатск. В селе 20 дворов, 103 жителя. Село относится ко 2-му стану Медынского уезда Калужской губернии.
В 1883 Рокотино принадлежит Н. И. Дубасову
В 1889 году, помещиком сельца Рокотино значится дворянин Бородин Петр Глебович, в собственности которого было 22 десятины земли. Возле сельца стоял дом помещика Дубасова Николая Ивановича. Здесь также имели крестьян и земли дворянки Буланиновские Екатерина, Фланила и Анна.
В 1913 году в сельце Рокотино Романовской волости проживало 117 человек.
В 1918 году на сходе граждан выбрали Комитет деревенской бедноты, председателем которого избран Иван Крюков, его товарищем - Петр Лаврентьевич Дёмин, секретарем Комбеда - Филипп Голубков.
На начало 1919 года деревня Рокотино Некрасовской волости состояла из 21 дома, где проживало 138 человек.
3 ноября 1919 года в деревне на сходе граждан в составе 15 домохозяев избран сельский Совет в лице одного человека - первого председателя Совета Зайцев Яков Андреевича, который в 1920 году был вновь избран на эту должность.
В 1921 году председателем Рокотинского сельского Совета избран Дёмин Пётр Лаврентьевич.
С 1923 года жители д. Рокотино пользовались землёй 67 десятин.
С 1922 по 1927 годы деревня находилась в составе Жеребятниковского сельсовета.
6 ноября 1925 года на общем собрании граждане д. Рокотино единогласно переизбрали Румянцева Ивана Васильевича Рокотинским сельисполнителем за 15 рублей в год.
21 ноября 1925 года на собрании молодёжи д. Рокотино в составе 7 человек принято решение в доме сельисполнителя Румянцева И.В. открыть избу-читальню и выписать газету «Коммуна»
На общем собрании граждан деревни Рокотино 9 ноября 1925 года в присутствии 23 домохозяев и председателя Жеребятниковского сельского Совета Смородова Ф.В. приняли решение купить 1 пожарную машину на 3 деревни, назначить тов. Румянцева И.В. для ходатайства и сбора денег с жителей деревень Терентеева. Жеребятниково и Рокотино.
В 1926 году деревня состояла из 9 дворов и входила в состав Медынской волости.
В 1928 году деревня Рокотино вошла в состав Гусевского сельсовета, а в 1930 году в результате коллективизации в деревне организован колхоз «Красное Рокотино».
На 1 января 1945 года деревня состояла из 17 дворов, где проживало 69 человек, без учета мужчин, которые находились на фронтах Великой Отечественной войны.
В 1950 году в ходе укрупнения колхозы «Красное Рокотино», «Красный луч» ( д. Жеребятниково, д. Терентеево), и «Волна революции» (д. Вотчинка) Степановского сельсовета объединились в сельхозартель им. Калинина
В 1954 году деревня Рокотино, как и все деревни Гусевского сельсовета, вошла в состав вновь организованного совхоза «Петровский»
К 2014 году в деревни осталось девять постоянных жителей.

## Инфраструктура
Линии электропередач заменены в 2017 году, благодаря многолетнему хождению по инстанциям местного жителя, а ныне дачника Копейкина Д.Ф. 
Деревня полностью газифицирована в 2018 году.
В 2019 году была произведена подсыпка дороги щебнем, силами местной администрации, также в этом году были установлены фонари уличного освещения на территории всей деревни.